# Гарк
Гарк — село в Джейрахском районе Республики Ингушетия. Входит в состав сельского поселения Ляжги. Родовое село ингушского тейпа Гаркхой.

## География
Село расположено в южной части республики на расстоянии примерно в 5 километрах по прямой к востоку от районного центра Джейраха.
Часовой пояс
Село Гарк как и вся Ингушетия, находится в часовой зоне МСК (московское время). Смещение применяемого времени относительно UTC составляет +3:00.

## Население
| 2010 |
| ---- |
| 0    |